# ピチピチパニック
ピチピチパニックは、総合芸能学院テアトルアカデミーに所属する10代の女子（中高生）で結成したアイドルユニット。彼女たちが行うイベントの名称でもある。

## 略歴
略称は「ピチパニ」または「P3」。メンバーは「ピの子」と呼ばれる。
2003年夏に結成し、新宿での二度の公演を経て、その後イベントの舞台を秋葉原に移した。いわゆるアキバ系のファンで会場は毎回満員御礼になったという。イメージビデオのリリースや撮影会の開催も行っていた。
新宿での公演は通常のチケット制であったが、秋葉原では商品の販促イベントが前提（商品を購入した人がイベントに参加できる）ということもあり、初期は紙のパンフレット、後期は特製のオマケDVD-Rを商品として販売し、購入者にイベント参加券が配布されるという独自の方式を採用していた。
イベントの内容は、演劇やコント、歌、ダンスのほか、観客参加型のゲームなどもあり、特に「ピチピチジャンケン」と名付けられた全身のジェスチャーで行うじゃんけん（グーは直立し両手拳を胸に、チョキは片眼の前でチョキを出しもう片方の手は腰に、パーは両手両足を開く動作を行う）は特徴的であった。
衣裳は制服やブルマ（体操服）のほか水着もあり、文字通り“ピチピチ”の女子中高生と一緒に楽しめるイベントとして人気を集めた。彼女たちの影響もあってか、以後秋葉原のイベントに水着姿で出演するアイドルが増加した。
イベントでは、ゲームなどで負けたメンバーには過酷な罰ゲームが科せられた。クラッカーを口中で破裂させる、ゴム紐の片端を咥えさせ伸ばして一気に放す、鼻フック、ごま油一気飲みなど、その身体を張った芸風から女版電撃ネットワークと称されることもあった。
2003年10月、スカイパーフェクTV!のエンタ!371で「ラブハリケーン」が始まり、番組中のコーナーにメンバーが出演するようになった。2004年1月からは、これから独立し30分番組の「ピチピチパニック！！」が放送開始（全8回）。さらに2004年9月からはチャンネルをパンチクラブに移し、ピースモア制作の1時間番組「ピチピチパニック注意報！」が放送された（全19回）。
有料のオフィシャルファンクラブとして「東京ぴぃ学園 楽しいこといっぱいしちゃうぞ学科」が設立された。生徒（ファンクラブ会員）には学生証（会員証）と生徒手帳が発行され、学級新聞（会報）や会員向けDVDが送付された。会員の誕生月にはメンバーからバースデーカードが送付された。
途中幾度かメンバーの入れ替わりがあり、2004年夏頃には7名の新人が加入し一時は総勢18名の大所帯となった。
2005年5月5日を最後に秋葉原でのイベント開催が途絶え、以後各メンバーがソロや別ユニットで活動を続けているものの、ピチピチパニックとしての活動は「ピチピチパニック注意報！」の番組出演と携帯サイトのコンテンツのみという状況が続いた。
2006年1月末日、ファンクラブ会員にのみ会報にて、2月末をもって解散すると伝えられ、公式サイトは一般のファンに告知することなくひっそりと閉鎖された。「ピチピチパニック注意報！」は3月に最終回が放送された。
解散後、公式ブログ「ピの子ワンダーランド」は「ひなたぼっこ散歩道」と題名を変え、高橋実恵子の個人ブログとして続けられていたが、2007年9月に高橋のピチピチパニックからの完全卒業を理由に閉鎖された。

## メンバー

### 1st DVD 発売時
- 北見綾野（リーダー）
- 樋口真未
- 霧越綾香（しもこし あやか 愛称：あーたん）
- 鈴木一澄（すずき いずみ）
- 井上優里菜（いのうえ ゆりな 通称：タメ口ゆりな）
- 小田由梨花
- 久田美佳（ひさだ みか 愛称：みかりゃん）
- 中島由香利
- 土屋まなみ
- 小神野由佳（おがみの ゆか 通称：ネコ耳ゆかりん）
- 高橋実恵子（役名 サクラ）※DVDには出演していない
- 青木美穂 ※DVDには出演していない
- 岡村咲希 ※DVDには出演していない

### 2nd DVD 発売時
- 樋口真未
- 北見綾野
- 小神野由佳
- 山内由貴子（愛称：ゆっこ）
- 土屋まなみ
- 和田真由美
- 井上優里菜
- 中島由香利
- 久田美佳
- 小田由梨花（山内由貴子と二人で長身なことから「ツインタワー」と呼ばれた）
- 栗原憂奈
- 沼城美里（ぬまぎ みさと 「マギー」と呼ばれたことがある）
- 生本好（いくもと よしみ）
- 青木美穂
- 霧越綾香
- 獅子内あかね ※DVDには出演していない
- 高橋実恵子（役名 サクラ）※DVDには出演していない
- 長島由美（役名 オカリナ）※DVDには出演していない

### 解散時
- 青木美穂
- 小神野由佳
- 小田由梨花
- 獅子内あかね
- 高橋実恵子
- 土屋まなみ
- 中島由香利
- 長島由美
- 久田美佳
- 山内由貴子

※「ピチピチパニック注意報！」最終回に出演者として名前があるメンバー

## イベント

### 定例授業
- 1時限目「ホームルームはダンステリア」（2003年7月27日、新宿ロフトプラスワン）
- 2時限目「魅惑の野外授業」（2003年8月24日、新宿ロフトプラスワン）
- 3時限目「ウキウキ★お誕生日会」（2003年10月26日、秋葉原アソビットシティ8番街）
- 4時限目「聖夜とピの子とファンタイム」（2003年12月23日、秋葉原アソビットシティ8番街）
- 5時限目「無理やりあげちゃう☆バレンタイン電撃大作戦」（2004年2月11日、秋葉原アソビットシティ8番街）
- 6時限目「熱闘！ベースボール☆カンフー」（2004年5月30日、秋葉原アソビットシティ1番館6階）
- 「今年の夏休みは永遠に終わらせないゾ！宣言」（2004年8月1日、秋葉原アソビットシティ1番館6階）
- 「2004年もしンずれいしました！メリー・ホワイト・クリスマぴ」（2004年12月23日、秋葉原アソビットシティ1番館6階）
- 「ピチピチパニックバレンタイン大作戦II～帝国の逆襲～」（2005年2月13日、秋葉原アソビットシティ1番館6階）
- 「ピの子 ワンダー☆ブギ ～狼なんてこわくない～」（2005年5月5日、秋葉原アソビットシティ1番館6階）

### DVD発売イベント
- 「ピチピチパニック 着せ替え大運動会」発売記念イベント（2004年3月20日、秋葉原アソビットシティ8番街）
- 「ピチピチパニックDVD発売イベント」（2004年5月23日、大阪信長書店日本橋店）
- 「ヤマギワソフト館 完全復活祭!! ～エッジpresents アイドル・フェスタ～」（2004年8月13日、秋葉原ヤマギワソフト館8階）
- 「ピチピチパニック 特訓合宿!! ベースボールカンフー部」発売記念イベントその1

「W・D・K～文武両道！体育授業の会」（2004年11月28日、秋葉原ヤマギワソフト館8階）
- 「ピチピチパニック 特訓合宿!! ベースボールカンフー部」発売記念イベントその2

「W・D・K～品行方正？プール授業の会」（2004年11月28日、秋葉原アソビットシティ1番館6階）

### その他イベント
- 「Sien,ne Festa Vol.11」（2003年9月20日、ティアラこうとう 小ホール）
- ピチピチパニック 課外授業 バーベキュー大会（2003年9月28日、新木場 夢の島公園）
- 「Sien,ne Festa Vol.13」（2003年11月9日、ティアラこうとう 小ホール）
- 「アイドル・ザ・コンサート」（2003年11月30日、六本木 morph-tokyo）
- 「Sien,ne Festa Final」（2003年12月14日、武蔵野芸能劇場）
- 「BigWave LIVE 2004 part2 in Tokyo ～チロル★ブランド!! 結成1周年記念ライブ～『 Happy "1" year!! 』」（2004年4月18日、四谷（市ヶ谷） Live inn Magic）
- 「リベンジ企画！ピの子ウキウキ春風遠足」（2004年4月25日、新木場 夢の島公園）
- ピチピチパニック＆R-COLLECTION ダンスイベント（2004年7月19日、池袋 東武2F アニメイト広場）
- 「第13回音羽まつり ピチピチパニックショー」（2004年10月17日、愛知県 音羽町運動公園）
- 「ぴぃ学園秋の遠足」（2004年10月24日、新木場 夢の島公園）
- テアトルアカデミーライブ「One Night Stardom Vol.3」（2004年12月7日、こまばエミナース）
- 「ウニクス南古谷」イベント（2004年12月12日、埼玉県 ウニクス南古谷SC）

## 出演

### バラエティ
- ジェネジャン（2004年,2005年、日本テレビ）
- バリューナイトフィーバー 街角プロレス（2005年、日本テレビ）
- ラブハリケーン（2003年10月～12月、エンタ!371）
- ピチピチパニック！！（2004年1月～9月、エンタ!371）
- ピチピチパニック注意報！（2004年9月～2006年3月、パンチクラブ）
- Meet the Girl（2005年6月、エンタ!371）

## DVD
- ピチピチパニック 着せ替え大運動会（2004年2月、エッジ）
- ピチピチパニック 特訓合宿!! ベースボールカンフー部（2004年11月、ぶんか社）